# HMS Escort (H66)
HMS Escort (H66) là một tàu khu trục lớp E được Hải quân Hoàng gia Anh Quốc chế tạo vào đầu những năm 1930. Được phân về Hạm đội Nhà sau khi nhập biên chế, con tàu được điều đến Hạm đội Địa Trung Hải vào năm 1935-1936 nhân vụ Khủng hoảng Abyssinia, rồi trải qua phần lớn thời gian trong cuộc Nội chiến Tây Ban Nha (1936-1939) tuần tra tại vùng biển nước này thực thi chính sách cấm vận vũ khí của Anh và Pháp cho cả hai phe xung đột. Khi Chiến tranh Thế giới thứ hai nổ ra vào tháng 9 năm 1939, Escort phục vụ hộ tống vận tải và tuần tra chống tàu ngầm trên Đại Tây Dương, hộ tống các tàu chiến của Hạm đội Nhà trong Chiến dịch Na Uy và kéo tàu chị em HMS Eclipse rút lui sau khi bị hư hại do không kích. Sau đó nó gia nhập Lực lượng H vào cuối tháng 6 và tham gia cuộc tấn công Mers-el-Kébir vào đầu tháng 7. Nó trúng ngư lôi phóng bởi tàu ngầm Ý Guglielmo Marconi vào ngày 8 tháng 7 năm 1940 và bị đắm ba ngày sau đó trong lúc đang được kéo về Gibralta.

## Thiết kế và chế tạo
Escort có trọng lượng choán nước tiêu chuẩn 1.405 tấn Anh (1.428 t), và lên đến 1.940 tấn Anh (1.970 t) khi đầy tải. Nó có chiều dài chung 329 foot (100,3 m), mạn thuyền rộng 33 foot 3 inch (10,1 m) và độ sâu của mớn nước là 12 foot 6 inch (3,8 m). Nó được dẫn động bởi hai turbine hơi nước Parsons truyền động ra hai trục chân vịt, sản sinh tổng công suất 38.000 mã lực càng (28.000 kW), cho phép nó đạt tốc độ tối đa 36 hải lý trên giờ (67 km/h; 41 mph). Hơi nước được cung cấp bởi ba nồi hơi ống nước Admiralty. Escort có thể mang theo tối đa 470 tấn Anh (480 t) dầu đốt, cho phép một tầm hoạt động tối đa 6.350 hải lý (11.760 km; 7.310 mi) ở tốc độ 15 hải lý trên giờ (28 km/h; 17 mph). Thành phần thủy thủ đoàn của nó bao gồm 145 sĩ quan và thủy thủ.
Con tàu được trang bị bốn khẩu pháo QF 4,7 inch (120 mm) Mk. IX L/45 trên các tháp pháo nòng đơn. Cho mục đích phòng không, Escort có hai khẩu đội súng máy 0,5 in (13 mm) Mk.III bốn nòng. Nó còn có hai bệ ống phóng ngư lôi bốn nòng dành cho ngư lôi 21 in (530 mm). Một đường ray và hai máy phóng mìn sâu được trang bị, và nó mang theo 20 quả mìn sâu, nhưng tăng lên 35 quả không lâu sau khi chiến tranh bắt đầu.
Escort được đặt hàng vào ngày 1 tháng 11 năm 1932 trong Chương trình Chế tạo Hải quân 1931. Nó được đặt lườn vào ngày 30 tháng 3 năm 1933 tại Scotts Shipbuilding and Engineering Company ở Greenock, Scotland; được hạ thủy vào ngày 29 tháng 3 năm 1934 và hoàn tất vào ngày 30 tháng 10 năm 1934 với chi phí tổng cộng 249.587 Bảng Anh, không tính đến các thiết bị do Bộ Hải quân Anh cung cấp như vũ khí, đạn dược và thiết bị thông tin liên lạc.

## Lịch sử hoạt động
Sau khi nhập biên chế, Escort được phân về Chi hạm đội Khu trục 5 trực thuộc Hạm đội Nhà, nhưng cũng từng trải qua một đợt bố trí ngắn đến Tây Ấn từ tháng 1 đến tháng 3 năm 1935. Sau đó, nó được tái trang bị tại Sheerness từ ngày 27 tháng 3 đến ngày 30 tháng 4. Escort được điều về Hạm đội Địa Trung Hải từ tháng 9 năm 1935 đến tháng 3 năm 1936 nhân vụ Khủng hoảng Abyssinia, rồi bị hư hại do va chạm tại Sheerness, buộc phải sửa chữa trong bảy tuần tại đây vốn chỉ hoàn tất vào ngày 5 tháng 9. Con tàu đã tuần tra tại vùng biển Tây Ban Nha, khi cuộc nội chiến xảy ra nước này, để thực thi chính sách cấm vận vũ khí của Anh và Pháp cho cả hai phe xung đột, cho đến ngày 24 tháng 3 năm 1939, khi nó quay trở về Anh. Escort trở thành tàu tiếp liệu cho chiếc tàu tuần dương hạng nhẹ HMS Caledon thuộc Hạm đội Dự bị sau khi quay về, và chỉ nhập biên chế trở lại vào ngày 2 tháng 8, khi nó được phân về Chi hạm đội Khu trục 12.
Sau khi Chiến tranh Thế giới thứ hai nổ ra, vào ngày 3 tháng 9, Escort và tàu chị em HMS Electra đã cứu vớt khoảng 300 người sống sót từ chiếc tàu biển chở hành khách SS Athenia, vốn trúng phải ngư lôi phóng từ tàu ngầm Đức U-30. Con tàu được phân nhiệm vụ hộ tống và tuần tra chống tàu ngầm trực thuộc Bộ chỉ huy Tiếp cận phía Tây, rồi được chuyển đến Rosyth vào tháng 12 cho nhiệm vụ tương tự tại Bắc Hải. Escort được tái trang bị tại Falmouth từ ngày 10 tháng 1 đến ngày 12 tháng 2 năm 1940, rồi tiếp tục nhiệm vụ trên sau khi hoàn tất. Cùng các tàu khu trục HMS Inglefield và HMS Imogen, nó đã đánh chìm U-63 vào ngày 25 tháng 2, sau khi chiếc tàu ngầm Đức bị tàu ngầm HMS Narwhal phát hiện ở khoảng cách 90 dặm (140 km) về phía Đông quần đảo Orkney.
Khi Chiến dịch Na Uy mở màn vào đầu tháng 4, Escort được chuyển về Hạm đội Nhà hộ tống cho các tàu chiến chủ lực khi chúng tiến ra Bắc Hải truy tìm các tàu chiến Đức vào ngày 9 tháng 4. Sau khi tàu chị em HMS Eclipse bị hư hại do không kích vào ngày 11 tháng 4, Escort đã kéo nó quay trở lại Sullom Voe. Chiếc tàu khu trục đã hộ tống cho các tàu sân bay HMS Glorious và HMS Ark Royal từ ngày 25 tháng 4, khi máy bay của chúng không kích các mục tiêu Đức tại Na Uy, rồi hộ tống cho Glorious khi chiếc này quay trở về Scapa Flow để tiếp nhiên liệu và bổ sung máy bay vào ngày 27 tháng 4. Con tàu đã bị hư hại nhẹ do va chạm với chiếc tàu biển chở hành khách Ba Lan Chrobry vào ngày on 11 tháng 5. Escort đặt căn cứ tại Scapa Flow trong thành phần Hạm đội Nhà cho đến ngày 26 tháng 6, khi nó lên đường đi Gibralta để chuyển sang Lực lượng H. Vào lúc này, không rõ là dàn ống phóng ngư lôi phía đuôi của nó có được thay thế bởi khẩu đội 3 inch (76,2 mm) (12-pounder) phòng không hay không ?
Escort đến nơi vào ngày 2 tháng 7, và gia nhập Lực lượng H để tấn công các tàu chiến của Hải quân Pháp còn theo phe Vichy tại Mers-el-Kébir vào ngày hôm sau. Trong Chiến dịch MA 5, một kế hoạch không kích các sân bay Ý trên đảo Sardinia, Escort trúng ngư lôi từ tàu ngầm Ý Guglielmo Marconi vào ngày 8 tháng 7, sau khi chiến dịch bị hủy bỏ do thiếu yếu tố bất ngờ. Vụ nổ của quả ngư lôi làm thủng một lỗ rộng 20 foot (6,1 m) trên lườn tàu giữa hai phòng nồi hơi, nhưng chỉ làm thiệt mạng hai thành viên thủy thủ đoàn. Sau ba ngày trên đường kéo trở về Gibralta, nó bất ngờ bị đắm vào sáng ngày 11 tháng 7.